# きみの て
『きみの て』は、日本の音楽グループEvery Little Thingの28枚目のシングル。2005年10月26日に発売された。

## 解説
前作『恋文/good night』から10か月でのリリースとなり、2005年唯一のシングル。

## 収録曲
1. きみの て
（作詞：持田香織 / 作曲：HIKARI / 編曲：HIKARI & Every Little Thing）
ニベア花王「アトリックス うるおいパッククリーム」CMソング
日本テレビ系『音楽戦士 MUSIC FIGHTER』11月オープニングテーマ
2. 帰り道
（作詞：持田香織 / 作曲：tetsuhiko&Tomoji Sogawa / 編曲：十川知司&伊藤一朗）
3. きみの て (Instrumental)
4. 帰り道 (Instrumental)

## 楽曲の収録アルバム
きみの て
- 『Crispy Park』
- 『Every Best Single 〜COMPLETE〜』
- 『Every Best Single 2 〜MORE COMPLETE〜』
- 『Every Best Single 2 〜middLe period〜』

帰り道
- 『14 message 〜every ballad songs 2〜』